# Émile Compayré
Émile Compayré, né le 21 mars 1851 à Albi (Tarn) et décédé le 7 novembre 1922 à Labastide-Saint-Georges (Tarn), est un homme politique radical-socialiste français

## Biographie
Frère de Gabriel Compayré, il est avocat et juge suppléant à Lavaur en 1876. Il est maire de Teyssode de 1878 à 1904, conseiller général du canton de Saint-Paul-Cap-de-Joux de 1887 à 1904 et député du Tarn de 1893 à 1906, inscrit au groupe radical-socialiste. Il est secrétaire de la Chambre de 1901 à 1902.